# Bascov
Bascov è un comune della Romania di 9 523 abitanti, ubicato nel distretto di Argeș, nella regione storica della Muntenia.
Il comune è formato dall'unione di 8 villaggi: Bascov, Brăileni, Glâmbocu,  Mica, Prislopu Mic, Scheau, Uiasca, Valea Ursului.